# Muziekodroom
Muziekodroom is een voormalig muziekcentrum gevestigd in de Bootstraat in Hasselt van 1998 tot 2022. Het centrum richtte zich zowel op de actieve muzikant als op muziekliefhebbers met een aanbod van instrumentlessen, repetities, clubshows, feesten en (alternatieve) concerten. Wekelijks stapten er meer dan 2000 voeten door de deur naar binnen.
Muziekodroom bestond uit een grote concertzaal (900 bezoekers), een kleine concertzaal (200 bezoekers), fuifzaal Forty Five (800 bezoekers), een café en verschillende repetitie- en leslokalen. 
In 2008 ging PXL Music, in samenwerking met Muziekodroom, van start. Deze hogeschoolopleiding ontstond in een spin-off van de samenwerking van Muziekodroom, Pukkelpop en de lokale overheid.
In 2022 werd aangekondigd dat Muziekodroom niet meer rendabel was en zijn werking zou stopzetten. Het laatste concert vond plaats op 10 december 2022.